# Lo (Lo-Reninge)
Lo is een plaats in de Belgische provincie West-Vlaanderen en een deelgemeente van Lo-Reninge. Lo is een klein middeleeuws stadje; de fusiegemeente Lo-Reninge herverkreeg in 1985 de stadstitel.

## Toponymie
De naam van het stadje is van Germaanse oorsprong en betekent "bosje op een zandheuvel", zie ook Loo (bos).

## Geschiedenis

### Vroege geschiedenis
Reeds in de Romeinse tijd zou het gebied van Lo doorsneden zijn door een weg, waar tegenwoordig ongeveer de hoofdstraat loopt. Ten noorden ontstond geleidelijk een nederzetting rond een grafelijke residentie van het type motte of neerhof.

### Vroege middeleeuwen
Vanaf de twaalfde eeuw kreeg de plaatselijke Sint-Pietersabdij (1093-1797), die een augustijnerabdij werd, de controle over de gebieden ten noorden van de hoofdweg. Aan de zuidzijde ontstond de stad Lo rond het marktplein, onder controle van de graaf van Vlaanderen.
Tijdens het Frans-Vlaams conflict van 1213-1214 werden de stad en de abdij met een wal en gracht beveiligd. De twee delen, Noordover en Zuidover, zouden tot aan de Franse Revolutie een enigszins eigen evolutie kennen. Economisch volgde een neergang toen de lakennijverheid rond het midden van de 16e eeuw uitdoofde.

### Late middeleeuwen
In 1472 wordt in een leenregister vermeld dat Pieter Donche 3,5 gemeten leen had (1,5 ha) in Lo. In 1496-1497 wordt deze Pieter Donche weer vermeld, ditmaal als de raadspensionaris van Lo en in 1498-1499 als gedeputeerde van Lo.

### 20e eeuw
De stad werd in de Eerste Wereldoorlog door de beschietingen getroffen, maar de meeste historische monumenten en gebouwen bleven gespaard. Doorheen de eeuwen bleef het stadje redelijk klein, en de stadskern bleef grotendeels binnen het middeleeuwse gebied. Op 1 januari 1971 annexeerde Lo het dorpje Pollinkhove. Op 1 januari 1977 volgde de fusie met Reninge tot de nieuwe gemeente Lo-Reninge. Reninge had zelf in 1971 al de gemeente Noordschote geannexeerd.

## Demografische ontwikkeling
- Bronnen:NIS, Opm:1831 tot en met 1970=volkstellingen; 1976 = inwoneraantal op 31 december
- 1970 & 1976: inclusief Pollinkhove

## Bezienswaardigheden
- De Caesarsboom is een oude taxusboom (venijnboom) naast de Westpoort. Volgens de legende zou Julius Caesar, toen hij op weg was naar Brittannië, hier hebben halt gehouden en zijn paard aan deze boom hebben vastgebonden. Hoewel dit een legende is, is de boom in elk geval erg oud. Tegenwoordig is de holle stam dichtgemetst en worden de takken met ijzeren stangen ondersteund.
- De Westpoort, een oude stadspoort die reeds dateert van rond 1250 (een van de zeldzame stadspoorten in West-Vlaanderen).
- In de Weststraat staat het geboortehuis van priester Alfons Van Hee, de eerste hoofdredacteur van volksalmanak 't Manneke uit de Mane.
- De neogotische Sint-Pieterskerk, deel van de vroegere Augustijnerabdij.
- Het oude stadhuis en belfort, dat behoort tot het UNESCO-werelderfgoed
- Het voormalige klooster van de grauwzusters
- De 18de-eeuwse duiventoren
- De Vatevijver

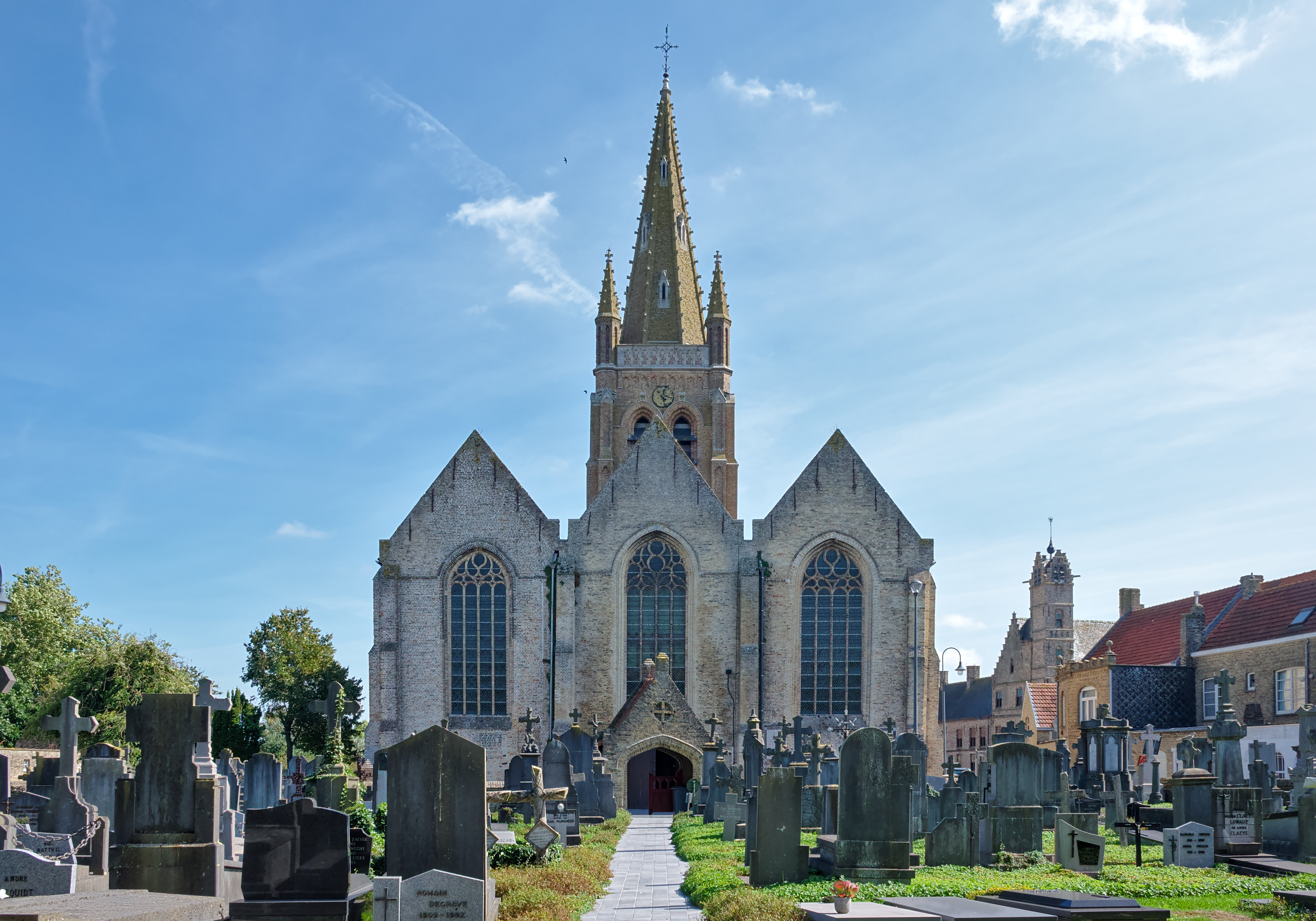
Sint-Pieterskerk
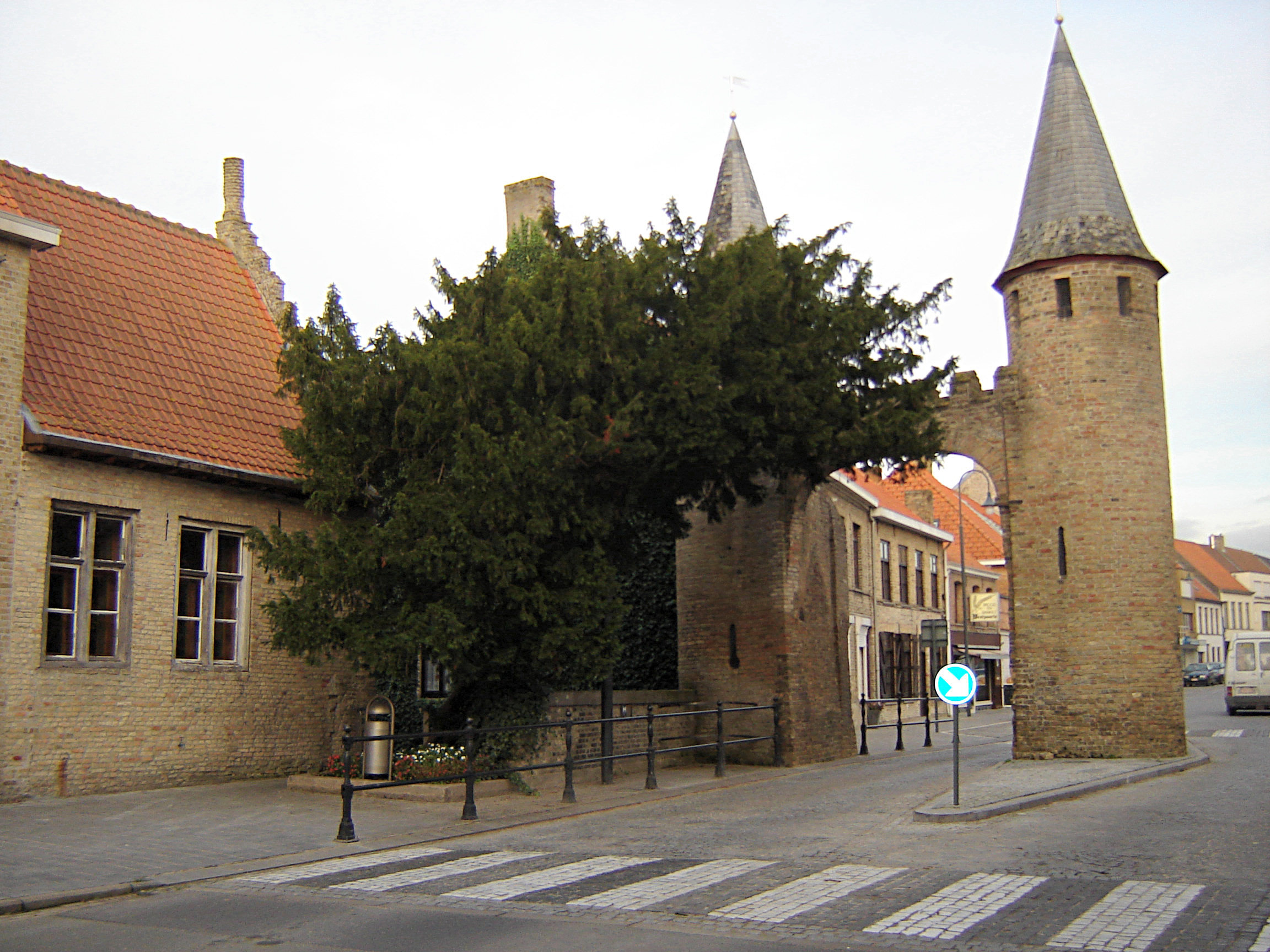
Westpoort en Caesarsboom
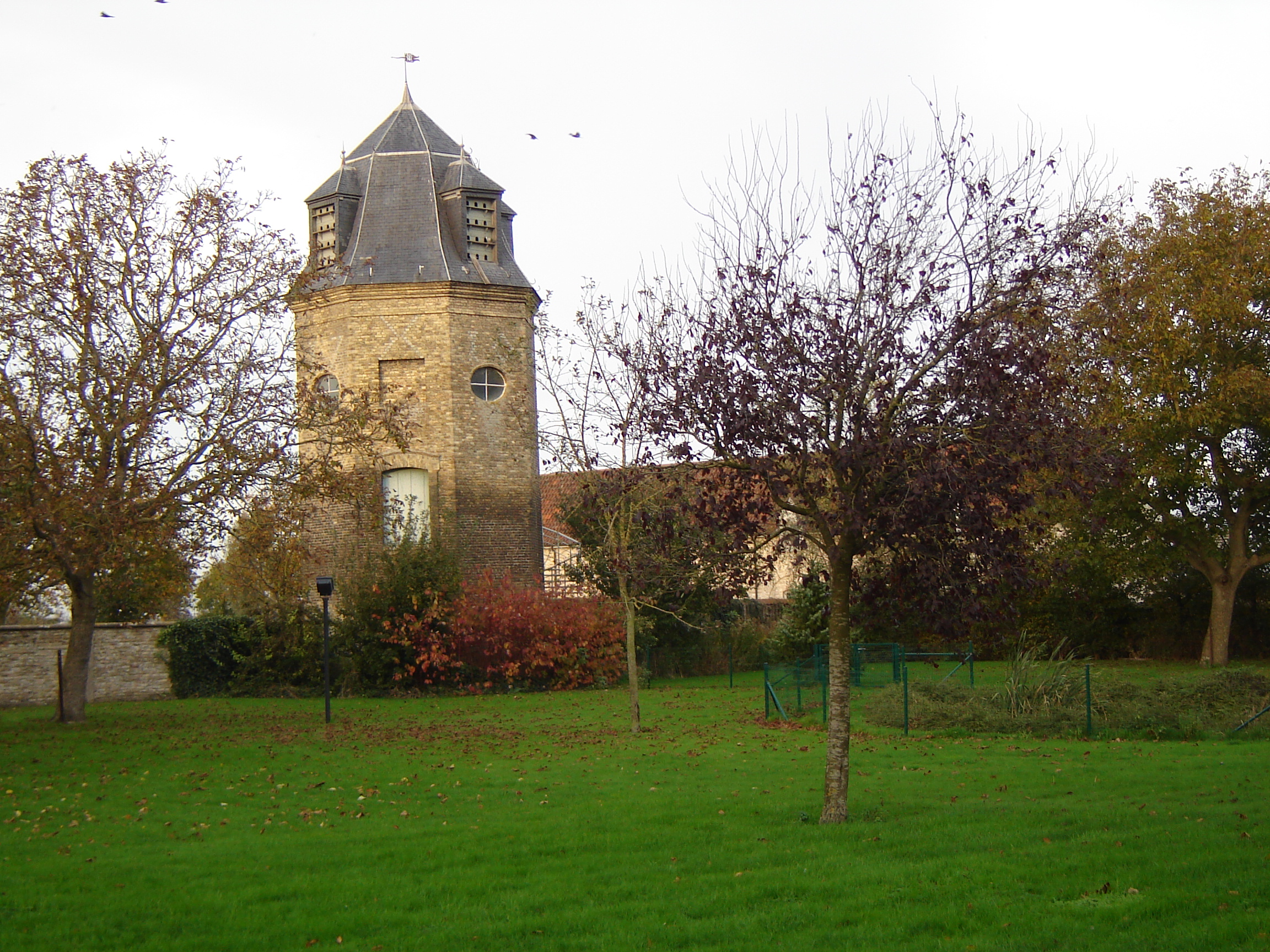
Duiventoren
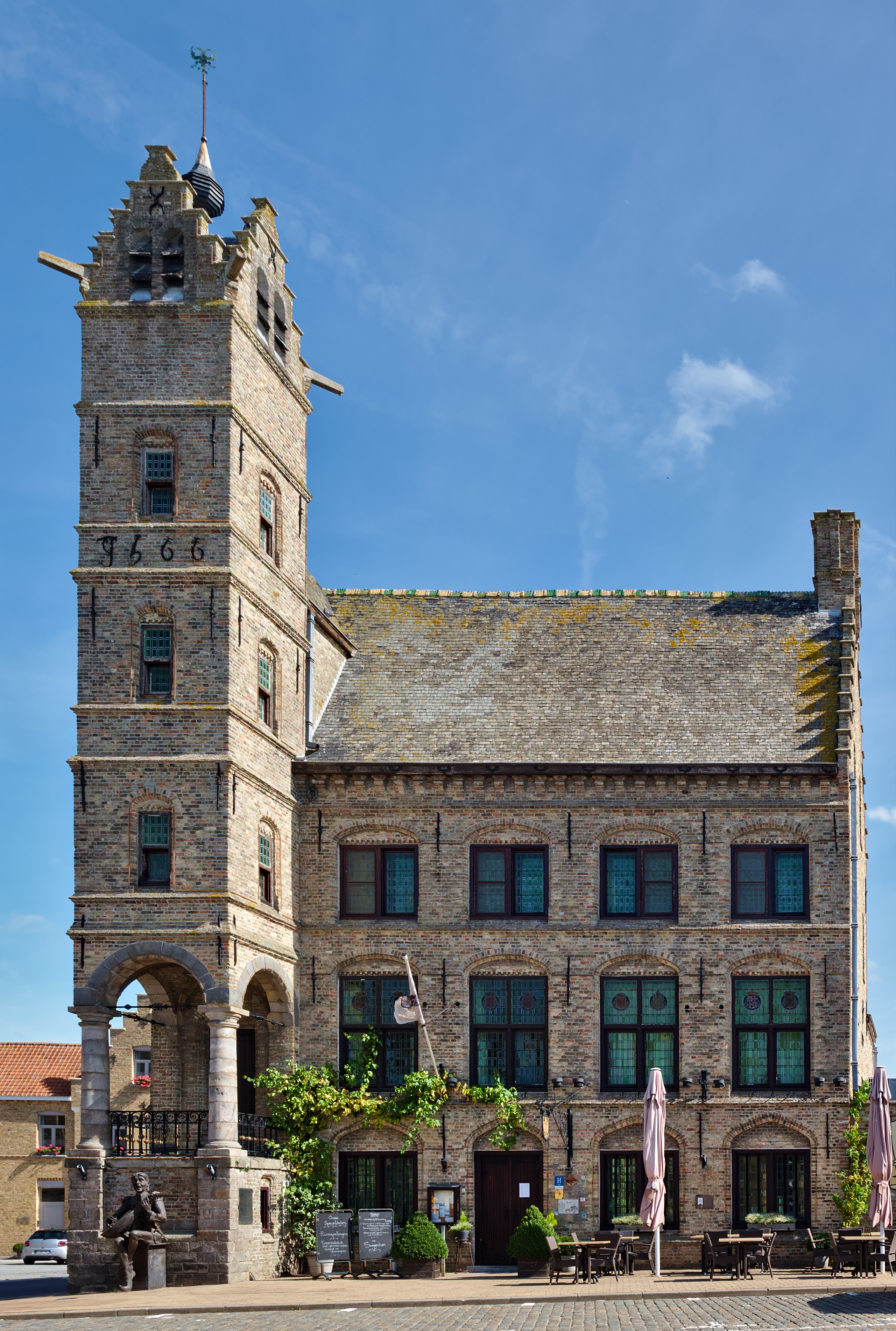
Oud stadhuis en belfort

## Natuur en landschap
Lo ligt aan de Lovaart en is gelegen in het West-Vlaams poldergebied op een hoogte van ongeveer 4 meter.

## Economie
- Aan de rand van het kleine stadscentrum, vlak bij de markt, ligt de oorspronkelijke vestiging van de koekjesfabriek Jules Destrooper, die reeds sinds 1886 in Lo bestaat en er voor werkgelegenheid zorgt.

## Politiek

### Burgemeesters
- Roger Simoen
- Frans Vanheule
- Lode Morlion

## Nabijgelegen kernen
Reninge, Pollinkhove, Hoogstade, Nieuwkapelle, Alveringem